# Marcelo Bonelli
Marcelo Alberto Bonelli (Buenos Aires, 8 de octubre de 1955) es un periodista argentino especialista en política y economía.

## Trayectoria periodística

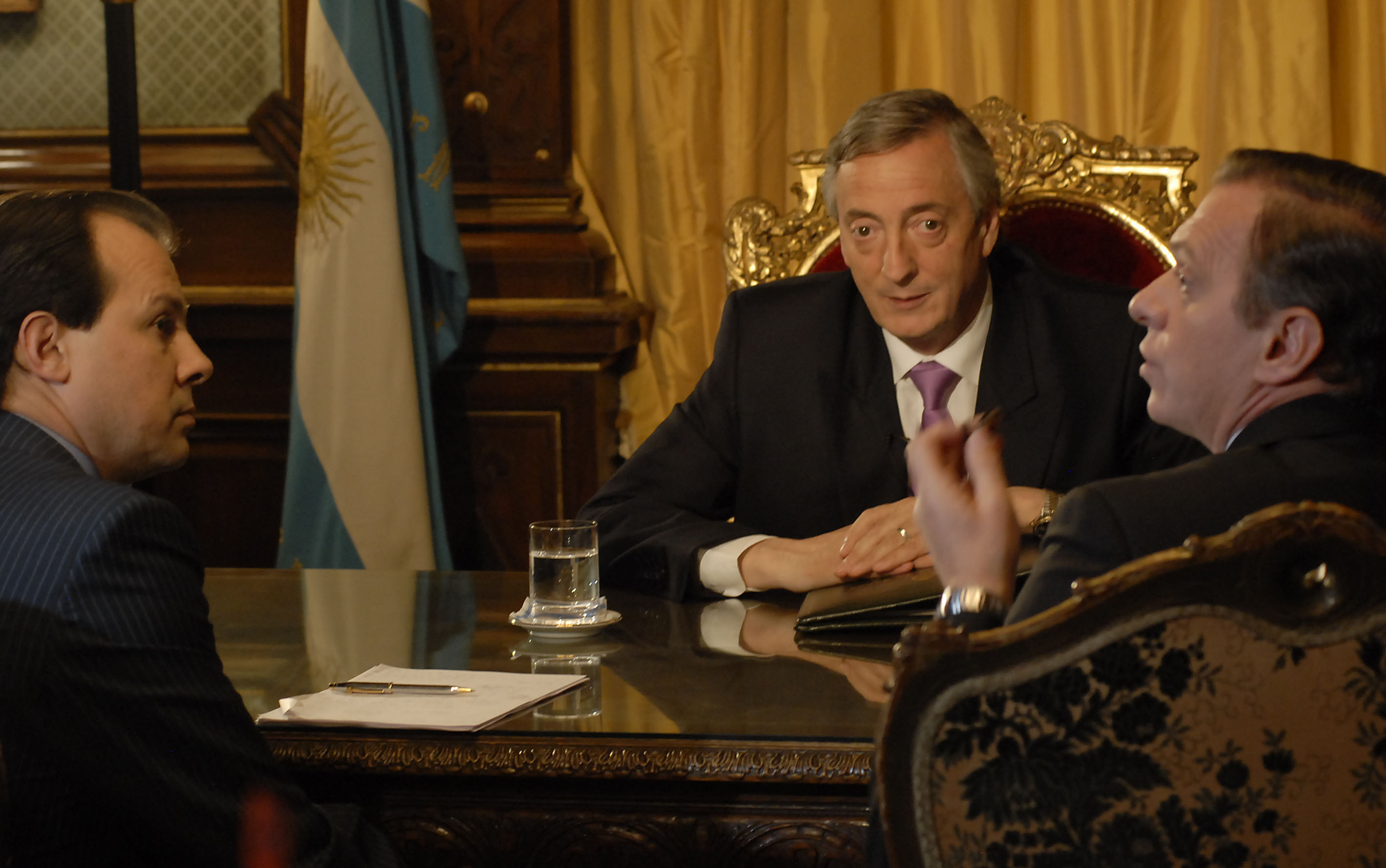
Gustavo Sylvestre (izq.) y Marcelo Bonelli (der.) entrevistando a Néstor Kirchner en A dos voces.

Inició su carrera en 1985 en Canal 13. Desde 2005 hasta 2024 fue el conductor del noticiero matutino Arriba argentinos de Canal 13. Escribe en el diario Clarín. 
Es conductor de A dos voces (A2V), programa político emitido por la señal de cable TN, desde el inicio de sus transmisiones en junio de 1993. Condujo el ciclo junto a Luis Majul (1993-1995) y Gustavo Sylvestre (1996-2011). Desde 2011, su compañero en el programa es Edgardo Alfano. También desde 2024 conduce el noticiero TN Central que se emite por la misma señal de noticias.
En radio, conduce desde 1987  el programa "Sábado tempranísimo" por Radio Mitre. Fue colaborador en los programas Magdalena tempranísimo, Hoy por hoy y Dady 790 en la misma radiodifusora.
Ha sido galardonado con premios nacionales e internacionales en diversas oportunidades: en 1997 recibió el Premio Konex. En 1998 con el Premio “Ondas”, otorgado por la Cadena Ser de España a la investigación realizada en el programa A dos voces sobre los niños desaparecidos en la Argentina.

## Controversias
El 17 de marzo de 2017, el diario Clarín publicó un artículo de Bonelli en el que se afirmaba que, durante una entrevista entre el expresidente del gobierno español Felipe González y el presidente Mauricio Macri, el primero le habría manifestado que «nadie va a invertir en serio en Argentina hasta que los hechos de corrupción de Cristina sean juzgados y condenados», después de preguntar insistentemente «¿Cuándo va a ir presa Cristina?» La expresidenta respondió enviando a González y Macri sendas notas, intimándolos a confirmar lo afirmado en el artículo de Bonelli, y considerando que el presidente argentino tenía la obligación de rechazar manifestaciones que «importan una extorsión sin precedentes y la intromisión indebida en asuntos internos, además de exclusivo resorte de la justicia». Ese mismo día, González desmintió a través de su vocero que el expresidente haya sostenido esa postura ante el presidente argentino, noticia que fue publicada por el diario en una nota del propio Bonelli, en que éste insistió en que lo que había publicado era cierto. En el mismo sentido se pronunció el mismo expresidente Felipe González y le solicitó al diario que aclare la situación, lo cual el diario no realizó.